# Lakeland teriér
Lakeland teriér je teprve nedávno vyšlechtěné psí plemeno ze starého kmene pracovních teriérů v oblasti Lake District (odtud jeho jméno) v severozápadní Anglii, které zde nazývali „Coloured Working Terriers“ (barevní pracovní teriéři). Toto plemeno se nápadně podobá jak exteriérem, tak povahovými vlastnostmi velšteriérů. Posláním lakeland teriérů byl lov na lišku, hubení krys a malých šelem, které ohrožovaly drůbež na statcích. Dnes[kdy?] je chován převážně jako společenský a rodinný pes.

## Historie
V Lake Districtu – hornaté, drsné části Anglie na skotském pomezí měli sedláci, většinou chovatelé ovcí, odedávna potíže s liškou, která působila škody mezi novorozenými jehňaty. Lov na lišku byl v této nepřehledné krajině, která skýtala liškám nepřeberné množství úkrytu obtížný, bez vhodného psa přímo nemožný. Pes, teriér, lovil ve smečce, nesměl zaostávat za vysokonohými honiči, musel být vytrvalý (za den urazit 50 km bylo pro psa ve smečce normálním výkonem). Na konci lovu musel být schopen lišku v noře zadávit, nebo ji z nory vypudit před čekající lovce. Pes musel být obratný a úzký – pravidlem bylo, kde projde hlava musí projít celý pes.[zdroj⁠?!] Psi těchto kvalit, ale nejednotného vzhledu, byli v této oblasti nazýváni podle center chovu „Patterdale Terrier“, „Cumberland Terrier“, „Westmoreland Terrier“ nebo jednoduše „Coloured Working Terriers“. Teprve po zavedení čistokrevného chovu se ustálil název „Lakeland Terrier“.[zdroj⁠?!]
V dobách, kdy byl lakeland teriér šlechtěn pouze na výkon, byla čistokrevná plemenitba neznámým pojmem. Výchozím psem byl „Old English Wire Terrier“, který byl většinou hrubosrstý v barvě černá s pálením. Chovatel Tommy Dobson použil k prošlechtění hnědého bedlington teriéra, který v té době platil za nejostřejšího ze všech teriérů.[zdroj⁠?!] Dodnes je u některých lakeland teriérů vliv bedligton teriéra patrný. Tento vliv prozradí tenké dlouhé uši, či kudrnaté chlupy na hlavě, nebo tlapky typické pro bedlingtonského teriéra. Tom Horner se domnívá, že v lakeland teriérovi koluje i krev „Elterwater“ teriéra.[zdroj⁠?!]
Tommy Dobson vtiskl více než kdo jiný podobu a charakter dnešnímu lakelendskému teriérovi, jehož šlechtění se jako „master of hounds“ více než 50 let věnoval. Roku 1912, dva roky po jeho smrti, byl založen první chovatelský klub plemene, které zatím bylo bez názvu. Teprve po založení klubu byl zvolen název lakeland teriér.[zdroj⁠?!] Založením klubu začal i čistokrevný chov s cílem ustálení jednotného exteriéru. Klub ale během první světové války zanikl. Znovuzaložen byl až roku 1921 ve Whitehavenu jako Lakeland Terrier Association. Prvním prezidentem klubu se stal hrabě z Lonsdale (Hugh Cecil Lowther, 5. earl z Lonsdale), jehož rodina toto plemeno chovala více než 70 let a chov dokumentovala plemennou knihou. Ve dvacátých letech byl lakeland terriér ilegálně, navzdory protestům, došlechtěn prokřížením s velšteriérem a foxteriérem. Kříženci z těchto ilegálních vrhů nebyli z pochopitelných důvodů v plemenných knihách dokumentováni. Roku 1928 byla tato rasa uznána Kennel Clubem. Lakeland teriér byl dlouhou dobu přehlíženým plemenem.[zdroj⁠?!] Jeho oblibě byla na obtíž zjevná podoba s velšteriérem, který stejně tak jako další konkurent foxteriér byl už delší dobu v povědomí kynologické veřejnosti.[zdroj⁠?!]

## Vzhled
- Celkový vzhled – živý, pracovitý, vyvážený a kompaktní pes.
- Charakteristika – hravý, nebojácný pes, rychlý v pohybu, stále připravený k jakékoliv akci.
- Povaha – smělý, přátelský, spolehlivý.
- Hlava – vyvážená, mozkovna plochá. Silné čelisti, čenichová partie široká, nikoli však příliš dlouhá. Stop uprostřed mezi čenichem a týlním hrbolkem. Nos černý, u játrově zbarvených psů může být játrově zbarvený.
- Oči – tmavé, nebo barvy lískového oříšku.
- Uši – malé, tvaru písmene „V“, ostražitě nesené, překlopené.
- Tlama – zuby rovné. Skus pravidelný, nůžkový.
- Krk – napjatý, lehce klenutý, bez laloku.
- Trup – hrudník přiměřeně úzký. Hřbet silný, přiměřeně krátký.
- Končetiny
  - Přední končetiny – předloktí rovná, tvořená silnými kostmi.
  - Zadní končetiny – silné, stehna dlouhá a svalnatá. Hlezna jsou nízko u podkladu.
- Tlapky – malé, kompaktní, se silnými nášlapovými polštářky.
- Ocas – vysoko nasazený, vesele nesený. Dříve se krátil, nyní se v některých zemích nesmí krátit, v jiných je připuštěný jak krácený tak nekrácený ocas.
- Srst – hustá, drsná s dobře vyvinutou podsadou, odolná vůči nepřízni počasí.
- Zbarvení – černá barva s pálením, modrá s pálením, červené, pšeničné, červené grizzly, játrově hnědé, modré nebo černé.
- Velikost a hmotnost
  - Výška maximálně 37 cm.
  - Hmotnost psa 7,7 kg, fena 6,8 kg.

Lakeland teriér si je velmi podobný s velšteriérem, přesto jsou mezi nimi na první pohled patrné rozdíly. Oči u tohoto plemene jsou kulatější, oproti menším a šikmo posazeným očím u velšteriéra. Uši má větší, těžší, níže nasazené a ne těsně přiléhající. Na rozdíl od velšteriéra je sytě černá barva či sytě tříslová barva nežádoucí. Naopak preferovány jsou pastelové barvy srsti. Lakeland teriér je zhruba o 3 cm nižší a o 2 kg lehčí.[zdroj⁠?!]

## Popis
Lakeland teriér je elegantní, středně velký vysoce aktivní a otužilý pes. Přes svoje menší fyzické proporce se jedná o psa dominantního, který je vždy připraven si své místo ve smečce dobýt a obhájit. Vztah k člověku zejména k dětem je přátelský. Jako na hlídače je na něj spolehnutí. Bezdůvodně neštěká. Rád se koupe; plavání a brouzdání ve vodě je jedna z jeho nejoblíbenějších zábav.[zdroj⁠?!] Až do vysokého věku (dožívá se až 14 let) je hravý a podnikavý.

## Využití
Lakeland teriér je pro svoji přátelskou a hravou povahu vyhledáván především jako společenský a rodinný pes. Přestože jeho lovecké vlohy nejsou už prakticky využívány, je stále stejně dobrým lovcem jako v době svého vzniku.[zdroj⁠?!] Tyto vlohy i dnes přímo vybízejí k použití při lovu – jeho specialitou je norování. Jeho inteligenci (byť výcvik není nijak jednoduchý) lze využít i ke sportovnímu výcviku, zejména pro sportovní výcvik všeobecné poslušnosti a stopováni, agility a mobility.

## Péče
Lakeland teriér patří k velmi aktivním psům – proto vyžaduje hodně pohybu a zaměstnání ať už formou lovu, sportu nebo výcviku. Srst se musí pravidelně upravovat trimováním (vytrhávání odrostlé srsti). Výcvik, který je v každém případě žádoucí, a který není u tohoto plemene jednoduchý, musí být veden jako u všech teriérů velice konsekventně, s citem a hlavně vyžaduje velkou dávku trpělivosti.[zdroj⁠?!]